# Bolesław Tejkowski
Bolesław Tejkowski (Kruszwica, 15 dicembre 1933 – 4 giugno 2022) è stato un sociologo, politico e attivista polacco del neopaganesimo polacco.
Nato in una famiglia di tradizioni politiche legate al movimento conservatore "Democrazia Nazionale", Tejkowski deve molto del suo pensiero politico alle idee di Jan Stachniuk e di Wladyslaw Kolodziej, il fondatore del Circolo degli Adoratori di Swiatowid.
Fondatore nel 1965 della formazione politica "Unione Polacca per la Comunità Nazionale" (Polski Zwiazek Wspolnoty Narodowej, sigla PZWN), fu uno dei partecipanti alla rivolta dell'ottobre 1956 a Cracovia. Negli anni sessanta cambiò il proprio nome da Bernard a Bolesław. Membro e attivista del Partito Operaio Unificato Polacco.
Oltre ad essere attivista del Comitato Internazionale Slavo e del Consiglio di Tutti gli Slavi, dal 1990 presiede la formazione nazionalista Comunità Nazionale Polacca, dalla quale emerse il PZWN e che ha un'ideologia paragonabile a quella del cosiddetto cristianesimo ariano dei Deutschen Christen della Germania nazista. È anche uno dei fondatori del Comitato Nazionale Polacco.
Alle elezioni presidenziali del 1995, 2000 e 2005 Tejkowski presentò la propria candidatura, senza però riuscire a raccogliere le 100.000 firme necessarie. Processato più volte per propaganda antisemita, è stato accusato dagli avversari di essere razzista e neonazista.
Tejkowski è autore dei libri Walka o Polske ("Battaglia per la Polonia") e Geopolityczne uwarunkowanie wspólnot slowianskich ("Le comunità geopolitiche slave predefinite").